# Klassifizierungsabzeichen (NVA)
Die Klassifizierungsabzeichen der Nationalen Volksarmee, umgangssprachlich auch Klassifizierungsspangen oder Qualispangen genannt, waren in der Deutschen Demokratischen Republik (DDR) im Fachbereich des Ministeriums für Nationale Verteidigung verliehene nichtstaatliche Auszeichnungen, welche ab 1958 schrittweise vom Minister für Nationale Verteidigung Willi Stoph erstmals am 6. Januar 1958 für die Panzerfahrer der NVA eingeführt wurden. Außerhalb der NVA wurde vom Ministerium des Innern (MdI) die Klassifizierungsspange des MdI verliehen.
Neben Leistungsabzeichen, Bestenabzeichen, Schützenschnur und Militärsportabzeichen gehörte das Klassifizierungsabzeichen zu den sogenannten „fünf Soldatenauszeichnungen“ der NVA.

## Erwerb und Stufeneinteilung
Die Klassifizierungsabzeichen konnten nach Ablegen einer entsprechenden fachlichen Prüfung an Soldaten, Unteroffiziere, Fähnriche und Offiziere in folgenden Stufen verliehen werden:
- Stufe III (niedrigste)
- Stufe II
- Stufe I
- Stufe M (Meister; nur für Panzerfahrer bis 1963).

wenn sie entsprechend ihrer Dienststellung zur Bedienung, Wartung oder auch Instandsetzung von Kampf-, Führungs- und Sicherstellungstechnik eingesetzt waren. Ferner auch an solche Offiziere, die entsprechend ihrer Dienstpflichten diese Technik zu beherrschen haben sowie Soldatenspezialisten, Unteroffiziers-, Fähnrich- und Offiziersschüler.

## Trageweise
Die Trageweise der Klassifizierungsspange entsprach den Dienstlaufbahnabzeichen der NVA. Dies bedeutete, dass die Klassifizierungsspangen der NVA fünf Millimeter über der Mitte der rechten Brusttasche zu allen Uniformen getragen wurde. Bei Uniformjacken ohne Brusttasche in gleicher Höhe. Bei Erwerb einer höheren Stufe war die niedrigere abzulegen, verblieb aber im Besitz des Beliehenen. War der Inhaber im Besitz mehrerer Klassifizierungsabzeichen, so durfte er nur eines davon tragen.

## Arten der Klassifizierungsabzeichen

### Klassifizierungsspange für Panzerfahrer
- verliehen von 6. Januar 1958 bis 2. Oktober 1990

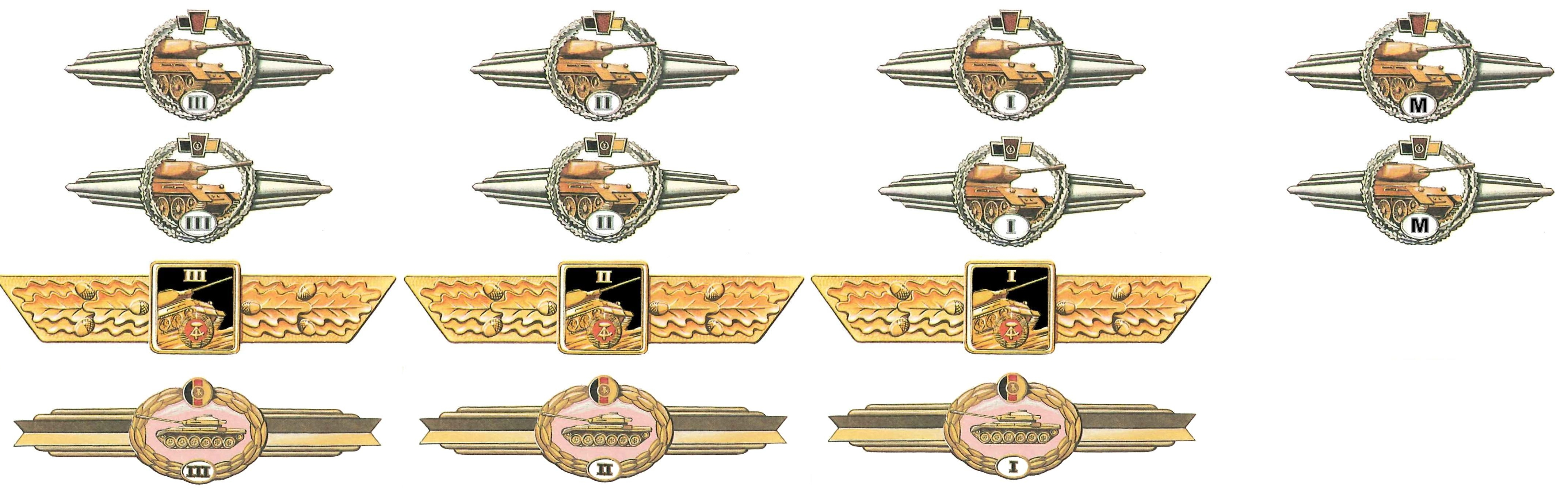

Das Klassifizierungsabzeichen der ersten Version, welche von 1958 bis 1960 verliehen wurde, hat Form einer versilberten Spange, die 63 mm breit ist und beidseitig aus fünf Strahlen besteht, die sich nach außen hin verjüngen. Der mittlere der fünf Strahlen ist dabei der breiteste. In der Mitte der Spange ist ein Eichenlaubkranz zu erkennen, der einen Durchmesser von ca. 25 mm hat und in seiner oberen Mitte drei emaillierte Felder zeigt, die Schwarz-Rot-Gold ausgelegt sind. In seinem unteren Teil ist ein weißes ovales Feld zu sehen, auf dem die verliehene Leistungsstufe zu erkennen ist. Innerhalb des Eichenlaubkranzes findet sich bei dieser Spange ein von rechts nach links fahrender T-34. Die zweite Version dieser Spange, welche von 1960 bis 31. Mai 1962 verliehen wurde, zeigt ein nahezu unverändertes Aussehen, nur dass jetzt das Staatswappen der DDR im rot emaillierten Mittelfeld im oberen Teil des Eichenlaubkranzes zu sehen ist. Am 1. Juni 1963 wurde eine dritte Variante der Spange eingeführt, einschließlich für Fahrer von Schützenpanzern BMP (dritte Zeile). Die 93 mm breite goldene Spange mit angedeuteten Flügelarmen, auf denen je Seite sechs Eichenlaubblätter sowie drei Eicheln nach außen gerichtet sind. Die obere dritte Reihe der Eichenlaubblätter liegt dabei auf den unteren beiden und verdeckt diese teilweise. Die beiden Flügelarme vereinen sich mittig in einem roten Quadrat mit den Maßen 21 × 21 mm in dessen ein von links nach oben rechts fahrender Panzer zu sehen ist. Über diesen ist die römische Ziffer der verliehenen Stufe zu sehen. Am 1. Dezember 1986 wurde diese Spange ein letztes Mal geändert. Sie galt einschließlich für Ketten- und Panzertechnik. Die nun aus Stahlblech bestehende vergoldete Spange ist 86 mm breit und 25 mm hoch. Sie zeigt in ihrer Mitte einen vergoldeten Lorbeerkranz, der an seiner oberen Mitte das farbige Emblem der NVA und in seiner unteren Mitte ein weißes oval mit der verliehenen Stufe zeigt. Innerhalb des Lorbeerkranzes ist bei dieser Klassifizierungsspange auf rosa Grund ein nach links fahrender T-72 zu sehen. Als einzige geschaffene Klassifizierungsspange ist diese bis 1963 in der Stufe M für Meister verliehen worden. Danach entfiel diese.

### Klassifizierungsspange für Fahrer von Schützenpanzerwagen und Kraftfahrer
- verliehen vom 31. März 1960 bis 28. Februar 1963

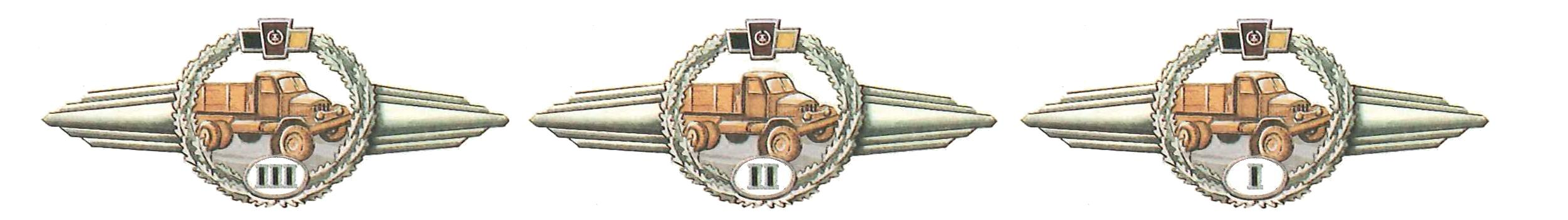

Das Klassifizierungsabzeichen hat die Form einer versilberten Spange, die 63 mm breit ist und beidseitig aus fünf Strahlen besteht, die sich nach außen hin verjüngen. Der mittlere der fünf Strahlen ist dabei der breiteste. In der Mitte der Spange ist ein Eichenlaubkranz zu erkennen, der einen Durchmesser von ca. 25 mm hat und in seiner oberen Mitte drei emaillierte Felder zeigt, die Schwarz-Rot-Gold ausgelegt sind. Das mittlere rote zeigt dabei das Staatswappen der DDR. In seinem unteren Teil ist ein weißes ovales Feld zu sehen, auf dem die verliehene Leistungsstufe zu erkennen ist. Innerhalb des Eichenlaubkranzes findet sich bei dieser Spange ein von links nach rechts fahrender LKW Praga V3S. Es gibt sowohl Exemplare mit unterbrochener vorderer Fensterfront als auch Frontscheiben, die durchgängig sind.

### Klassifizierungsspange für Fahrer und Kommandanten von Schwimmwagen
- verliehen vom 31. März 1960 bis 28. Februar 1963

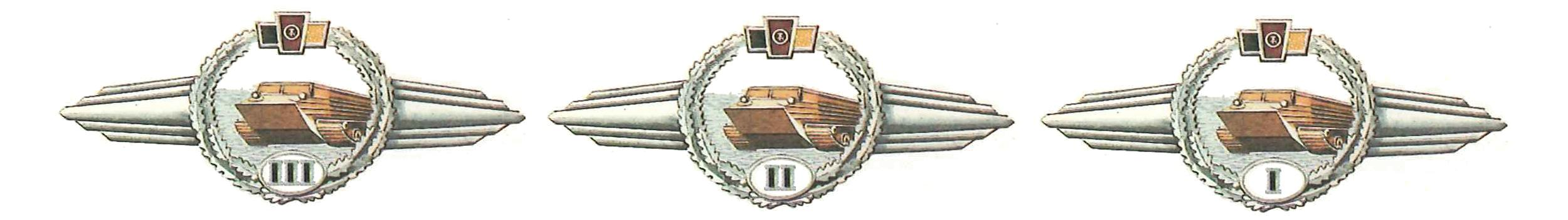

Das Klassifizierungsabzeichen hat die Form einer versilberten Spange, die 63 mm breit ist und beidseitig aus fünf Strahlen besteht, die sich nach außen hin verjüngen. Der mittlere der fünf Strahlen ist dabei der breiteste. In der Mitte der Spange ist ein Eichenlaubkranz zu erkennen, der einen Durchmesser von ca. 25 mm hat und in seiner oberen Mitte drei emaillierte Felder zeigt, die Schwarz-Rot-Gold ausgelegt sind. Das mittlere rote zeigt dabei das Staatswappen der DDR. In seinem unteren Teil ist ein weißes ovales Feld zu sehen, auf dem die verliehene Leistungsstufe zu erkennen ist. Innerhalb des Eichenlaubkranzes findet sich bei dieser Spange ein von rechts nach links fahrender Schwimmwagen vom Typ: K-61.

### Klassifizierungsspange für Funker und Fernschreiber
- verliehen vom 31. März 1960 bis 28. Februar 1963

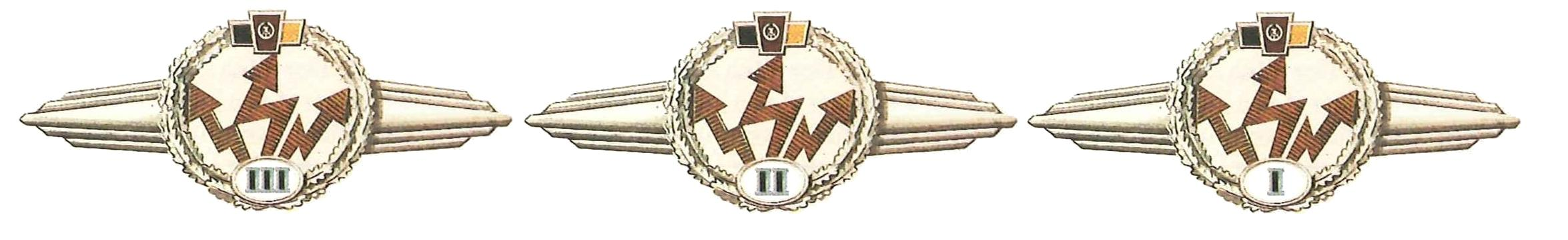

Das Klassifizierungsabzeichen hat die Form einer versilberten Spange, die 63 mm breit ist und beidseitig aus fünf Strahlen besteht, die sich nach außen hin verjüngen. Der Mittlere der fünf Strahlen ist dabei der breiteste. In der Mitte der Spange ist ein Eichenlaubkranz zu erkennen, der einen Durchmesser von ca. 25 mm hat und in seiner oberen Mitte drei emaillierte Felder zeigt, die Schwarz-Rot-Gold ausgelegt sind. Das mittlere Rote zeigt dabei das Staatswappen der DDR. In seinem unteren Teil ist ein weißes ovales Feld zu sehen, auf dem die verliehene Leistungsstufe zu erkennen ist. Innerhalb des Eichenlaubkranzes finden sich bei dieser Spange drei stilisierte nach oben gerichtete Blitze. In der Ursprungsplanung war vorgesehen gewesen, dass diese Spange nur an Fernschreiber verliehen worden wäre.

### Klassifizierungsspange für Kommandanten von Kampfschiffen und Kampfbooten
- verliehen vom 31. März 1960 bis 28. Februar 1963

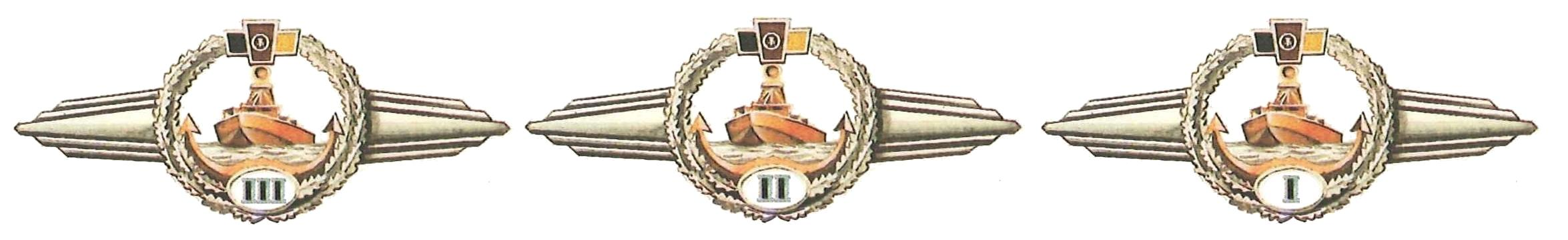

Das Klassifizierungsabzeichen hat die Form einer versilberten Spange, die 63 mm breit ist und beidseitig aus fünf Strahlen besteht, die sich nach außen hin verjüngen. Der mittlere der fünf Strahlen ist dabei der breiteste. In der Mitte der Spange ist ein Eichenlaubkranz zu erkennen, der einen Durchmesser von ca. 25 mm hat und in seiner oberen Mitte drei emaillierte Felder zeigt, die Schwarz-Rot-Gold ausgelegt sind. Das mittlere rote zeigt dabei das Staatswappen der DDR. In seinem unteren Teil ist ein weißes ovales Feld zu sehen, auf dem die verliehene Leistungsstufe zu erkennen ist. Innerhalb des Eichenlaubkranzes findet sich bei dieser Spange ein von rechts nach links fahrendes Kampfboot, welches an seinem unteren Rand von einem Anker begrenzt wird. Der Ankerstock selbst wird vom Kampfboot fast gänzlich verdeckt.

### Klassifizierungsspange für Funkorter und Hydroakustiker der Seestreitkräfte
- verliehen vom 31. März 1960 bis 28. Februar 1963

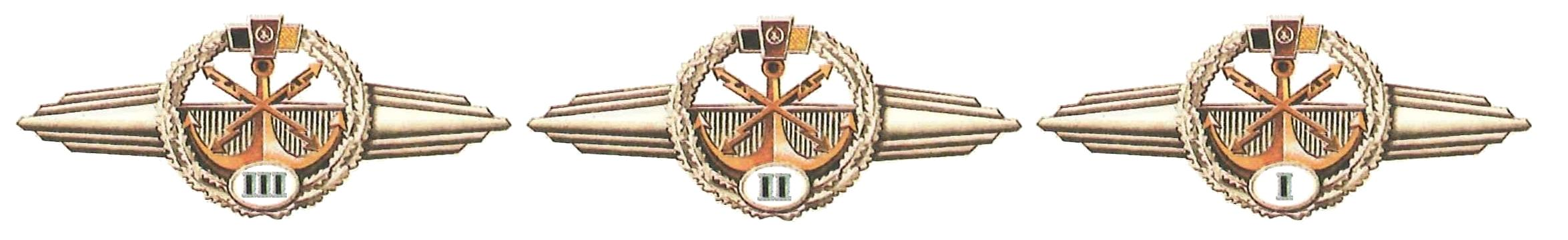

Das Klassifizierungsabzeichen hat die Form einer versilberten Spange, die 63 mm breit ist und beidseitig aus fünf Strahlen besteht, die sich nach außen hin verjüngen. Der mittlere der fünf Strahlen ist dabei der breiteste. In der Mitte der Spange ist ein Eichenlaubkranz zu erkennen, der einen Durchmesser von ca. 25 mm hat und in seiner oberen Mitte drei emaillierte Felder zeigt, die Schwarz-Rot-Gold ausgelegt sind. Das mittlere rote zeigt dabei das Staatswappen der DDR. In seinem unteren Teil ist ein weißes ovales Feld zu sehen, auf dem die verliehene Leistungsstufe zu erkennen ist. Innerhalb des Eichenlaubkranzes findet sich bei dieser Spange ein stilisierter Anker, auf dem zwei diagonal gekreuzte Blitze zu sehen sind. Die untere Hälfte des Eichenlaubkranzes wird dabei von senkrechten Linien ausgefüllt, die die Funkwellen für die Hydroakustiker darstellen sollen.

### Klassifizierungsspange für Signäler
- verliehen vom 31. März 1960 bis 28. Februar 1963

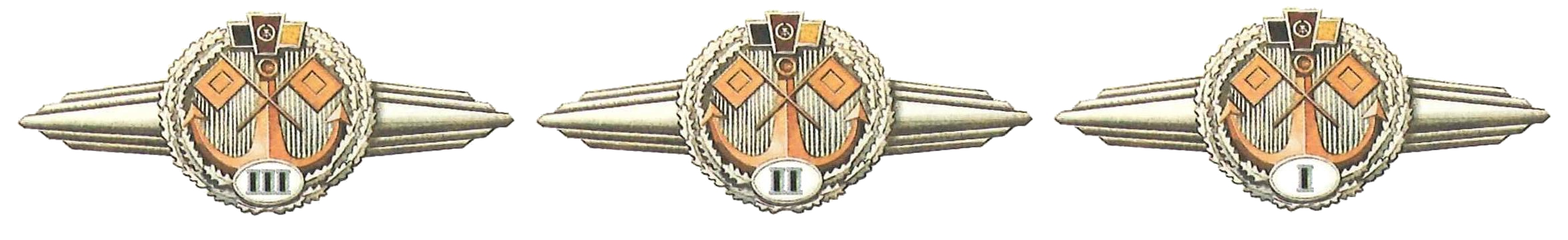

Das Klassifizierungsabzeichen hat die Form einer versilberten Spange, die 63 mm breit ist und beidseitig aus fünf Strahlen besteht, die sich nach außen hin verjüngen. Der mittlere der fünf Strahlen ist dabei der breiteste. In der Mitte der Spange ist ein Eichenlaubkranz zu erkennen, der einen Durchmesser von ca. 25 mm hat und in seiner oberen Mitte drei emaillierte Felder zeigt, die Schwarz-Rot-Gold ausgelegt sind. Das mittlere rote zeigt dabei das Staatswappen der DDR. In seinem unteren Teil ist ein weißes ovales Feld zu sehen, auf dem die verliehene Leistungsstufe zu erkennen ist. Innerhalb des Eichenlaubkranzes findet sich bei dieser Spange ein Anker, vor dem zwei diagonal gekreuzte Signalflaggen zu sehen sind.

### Klassifizierungsspange für Taucher
- verliehen vom 31. März 1960 bis 28. Februar 1963

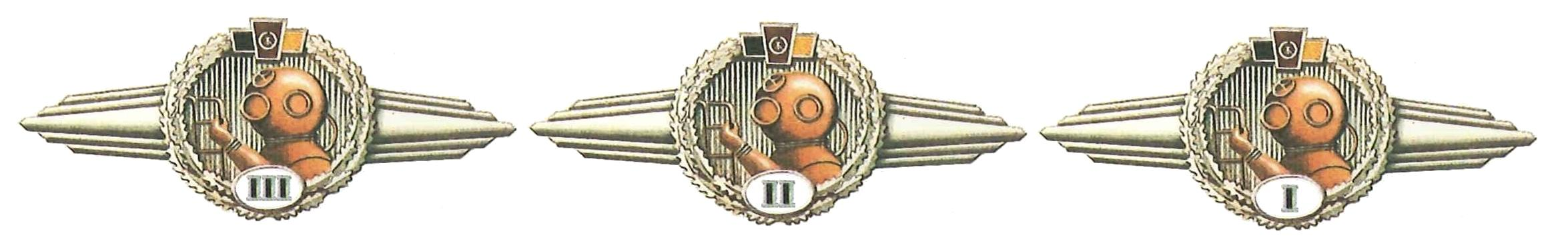

Das Klassifizierungsabzeichen hat die Form einer versilberten Spange, die 63 mm breit ist und beidseitig aus fünf Strahlen besteht, die sich nach außen hin verjüngen. Der mittlere der fünf Strahlen ist dabei der breiteste. In der Mitte der Spange ist ein Eichenlaubkranz zu erkennen, der einen Durchmesser von ca. 25 mm hat und in seiner oberen Mitte drei emaillierte Felder zeigt, die Schwarz-Rot-Gold ausgelegt sind. Das mittlere rote zeigt dabei das Staatswappen der DDR. In seinem unteren Teil ist ein weißes ovales Feld zu sehen, auf dem die verliehene Leistungsstufe zu erkennen ist. Innerhalb des Eichenlaubkranzes findet sich bei dieser Spange ein stilisierter Anker, der nahezu ganz von einem Taucherhelm verdeckt wird. Der Hintergrund ist mit senkrechten Linien dargestellt.

### Klassifizierungsspange für Spezialtaucher der Seestreitkräfte
- verliehen vom 31. März 1960 bis 28. Februar 1963

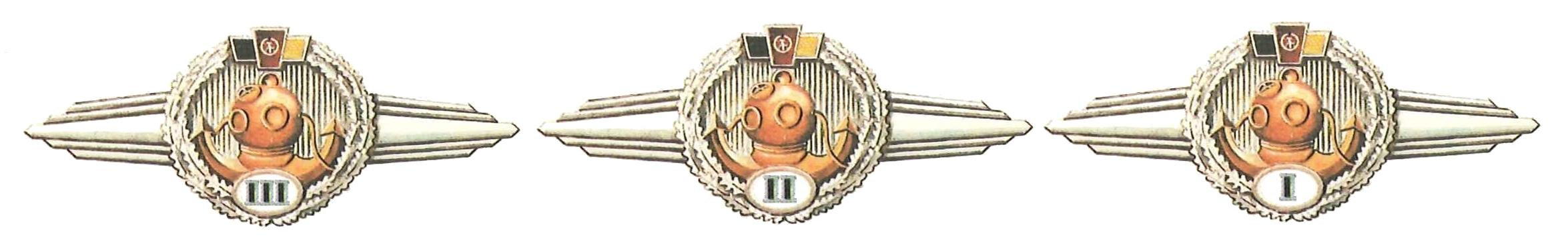

Das Klassifizierungsabzeichen hat die Form einer versilberten Spange, die 63 mm breit ist und beidseitig aus fünf Strahlen besteht, die sich nach außen hin verjüngen. Der mittlere der fünf Strahlen ist dabei der breiteste. In der Mitte der Spange ist ein Eichenlaubkranz zu erkennen, der einen Durchmesser von ca. 25 mm hat und in seiner oberen Mitte drei emaillierte Felder zeigt, die Schwarz-Rot-Gold ausgelegt sind. Das mittlere rote zeigt dabei das Staatswappen der DDR. In seinem unteren Teil ist ein weißes ovales Feld zu sehen, auf dem die verliehene Leistungsstufe zu erkennen ist. Innerhalb des Eichenlaubkranzes findet sich bei dieser Spange ein Taucher mit Taucherhelm, der an einer Leiter aus oder in das Wasser steigt. Der Hintergrund ist auch hier mit senkrechten Linien dargestellt.

### Klassifizierungsspange für Diensthundeführer
- verliehen von 1966 bis 2. Oktober 1990

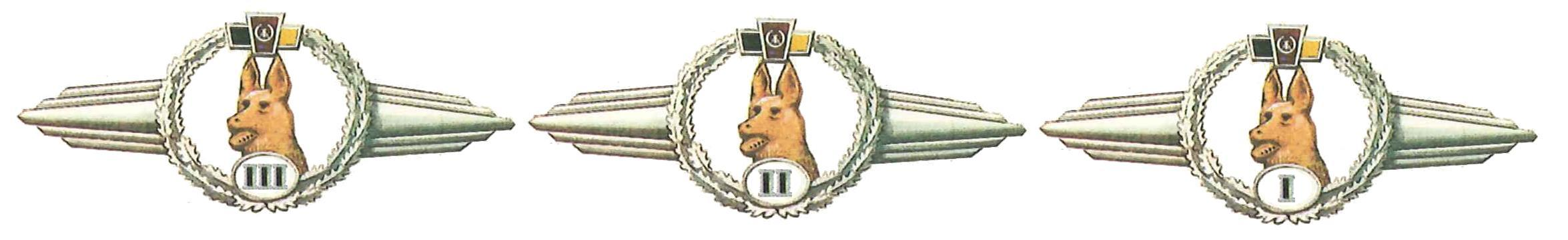

Das Klassifizierungsabzeichen hat die Form einer versilberten Spange, die 63 mm breit ist und beidseitig aus fünf Strahlen besteht, die sich nach außen hin verjüngen. Der mittlere der fünf Strahlen ist dabei der breiteste. In der Mitte der Spange ist ein Eichenlaubkranz zu erkennen, der einen Durchmesser von ca. 25 mm hat und in seiner oberen Mitte drei emaillierte Felder zeigt, die Schwarz-Rot-Gold ausgelegt sind. Das mittlere rote zeigt dabei das Staatswappen der DDR. In seinem unteren Teil ist ein weißes ovales Feld zu sehen, auf dem die verliehene Leistungsstufe zu erkennen ist. Innerhalb des Eichenlaubkranzes findet sich bei dieser Spange der Kopf eines Schäferhundes. Die Verleihung erfolgt sowohl an Angehörige der Grenztruppen der DDR, wie auch an Angehörige der NVA und des Ministeriums des Innern.

### Klassifizierungsabzeichen für Flugzeugführer
- verliehen vom 31. März 1960 bis 2. Oktober 1990

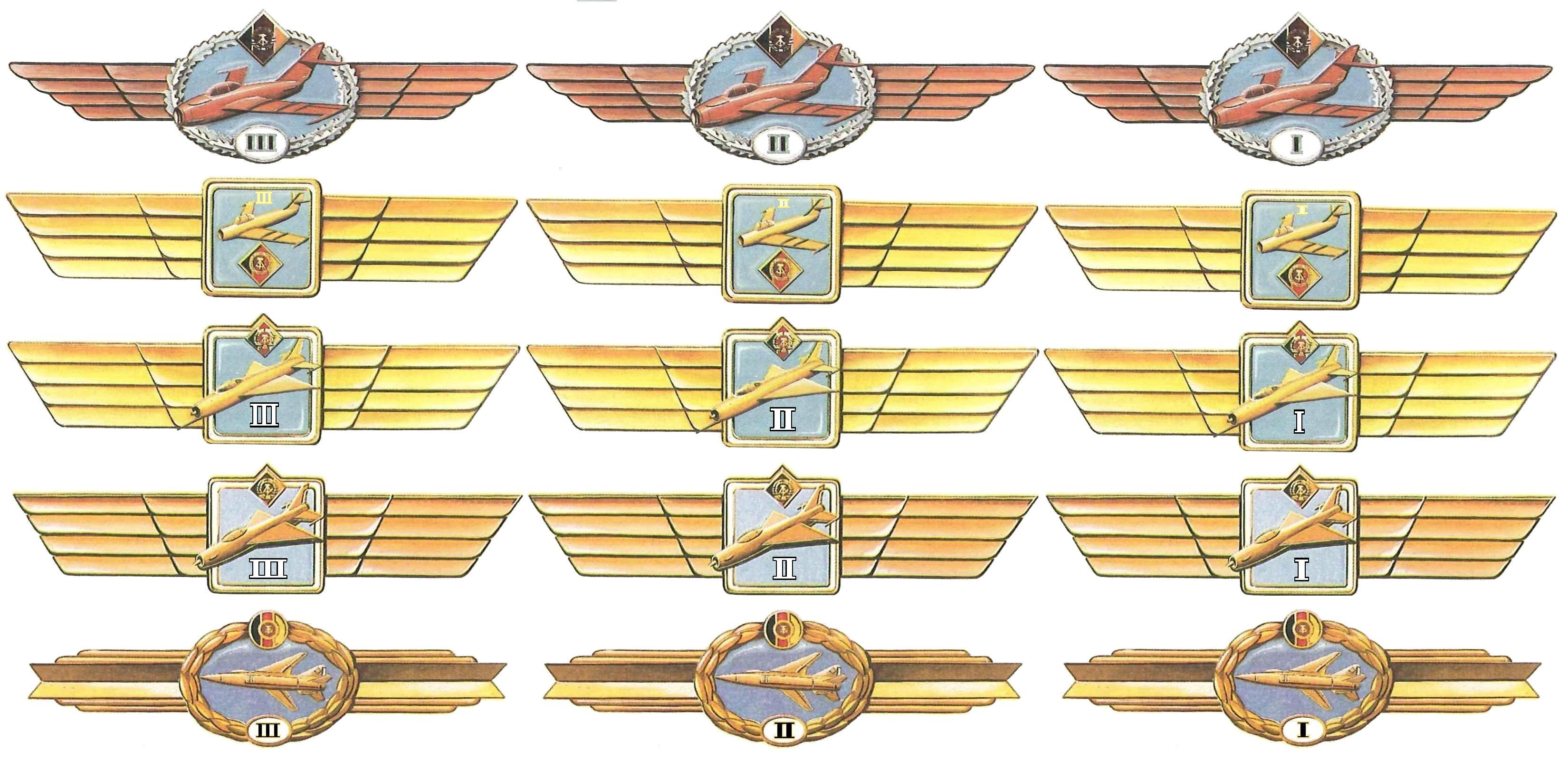

Das Klassifizierungsabzeichen für Flugzeugführer wurde insgesamt viermal geändert. Trotz der Neuregelungen, die das Aussehen der Spange betrafen, wurden in der Praxis noch ältere Typen verliehen, obwohl schon ein neuer Typ eingeführt wurde. Die hier genannten Datenangaben beziehen sich daher nur auf den offiziellen Stiftungsbeginn und deren Ende, die meist einen Tag vor dem Erlass eines neuen Typs liegen. Die erste Version, welche vom 31. März 1960 bis zum 30. Mai 1962 verliehen wurde, zeigt eine 91 mm breite bronzene Spange in Form eines Flügelpaares, in dessen Mitte ein silberner Eichenlaubkranz zu sehen. An dessen oberen Mitte ist das Hoheitszeichen der Luftstreitkräfte der DDR zu sehen und an seiner unteren Mitte ein weißes oval mit der verliehenen Leistungsstufe. Der Eichenlaubkranz hat die Maße 34 mm × 25 mm (Höhe). Er zeigt innerhalb eine von rechts nach links fliegende MiG-15. Die zweite Version dieser Spange, die allerdings nur vom 1. Juni 1962 bis 16. Februar 1964 verliehen wurde, zeigt eine 91 mm breite goldene Spange mit geändertem modernerem Flügelpaar. In dessen Mitte ist ein 21 × 21 mm großes Quadrat zu sehen, das hellblau ausgelegt ist. In dessen oberen Hälfte ist eine nach links fliegende MiG-15 zu sehen, über der die verliehene Leistungsstufe zu sehen ist. Darunter liegt das Hoheitsabzeichen der Luftstreitkräfte. Am 17. Februar 1964 wurde die dritte Variante eingeführt. Sie blieb nahezu unverändert. Das Hoheitszeichen der Luftstreitkräfte wanderte allerdings in den obigen mittigen Rand des Quadrats. Das dargestellte Flugzeug war nunmehr eine MiG-21 F13 mit untenliegendem Staurohr. Darunter befand sich in römischen Ziffern die verliehene Leistungsstufe. Am 8. Februar 1974 wurden die Anhänger für Flugzeugführer gestiftet. Diese bestanden aus einem rechts und links geschwungenen Lorbeerzweig in dessen Mitte ein Quadrat zu sehen ist, welches die Anzahl der Flugstunden wiedergibt. Die Maße der Spange betrugen 42 mm × 9 mm (Höhe). Sie waren für Jagdflieger und Jagdbombenfliegerkräfte mit hellblauen Grund in den Zahlen: 500, 1000, 1500 usw. in Fünfhundert-Quotienten bis 14000 zu finden und mit roten Grund, für Transport- und Hubschrauberflieger in den Zahlen 500 in fünfhunderter Schritten bis 5000 zu finden. Am 1. Dezember 1985 wurde die Spange ein letztes Mal geändert. Die nun aus Stahlblech bestehende vergoldete Spange ist 86 mm und 25 mm hoch. Sie zeigt in ihrer Mitte einen vergoldeten Lorbeerkranz, der an seiner oberen Mitte das farbige Emblem der NVA und in seiner unteren Mitte ein weißes Oval mit der verliehenen Stufe zeigt. Innerhalb des Lorbeerkranzes ist bei dieser Klassifizierungsspange auf hellblauen Grund eine nach links fliegende MiG-23 zu sehen.

### Klassifizierungsspange für Steuerleute
- verliehen vom 31. März 1960 bis 28. Februar 1963

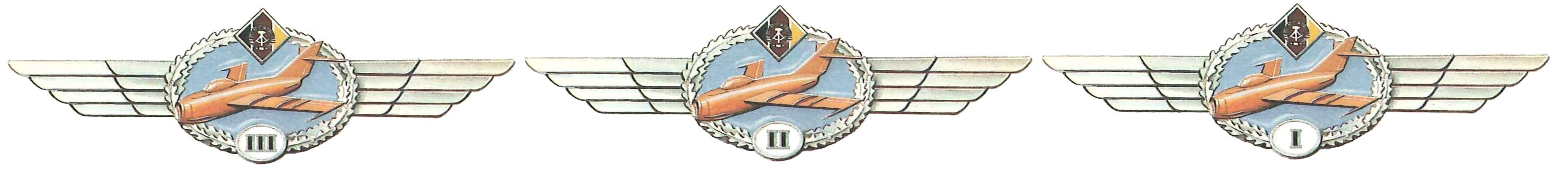

Die Klassifizierungsspange für Steuerleute zeigt innerhalb eines Flügelpaars in einem 34 mm breiten und 25 mm hohen Eichenlaubkranz eine bronzene nach links fliegende MiG-15 auf hellblauen Grund. Der obere Teil des Eichenlaubkranzes wird wie bei allen Spangen vom Hoheitszeichen abgeschlossen. In diesem Fall vom Hoheitsabzeichen der Luftstreitkräfte der DDR.

### Klassifizierungsspange für Angehörige des Fallschirmdienstes
- verliehen vom 31. März 1960 bis 28. Februar 1963

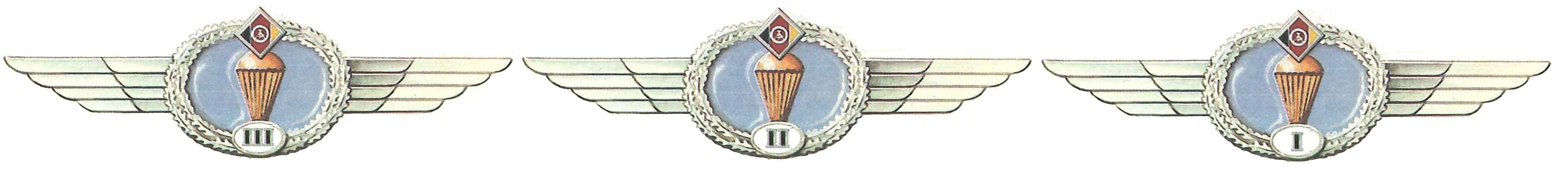

Die Spange ist zweiflügelig und zeigt auf hellblauen Grund einen geöffneten bronzenen Fallschirm, der zur Erde schwebt. Sein unterer Teil ist dabei von dem Oval der Leistungsstufe verdeckt. Der Eichenlaubkranz, welcher die Symbolik umschließt, wird an seiner oberen Mitte von dem Hoheitsabzeichen der Luftstreitkräfte abgeschlossen.

### Klassifizierungsspange für Funkorter der Luftstreitkräfte
- verliehen vom 31. März 1960 bis 28. Februar 1963

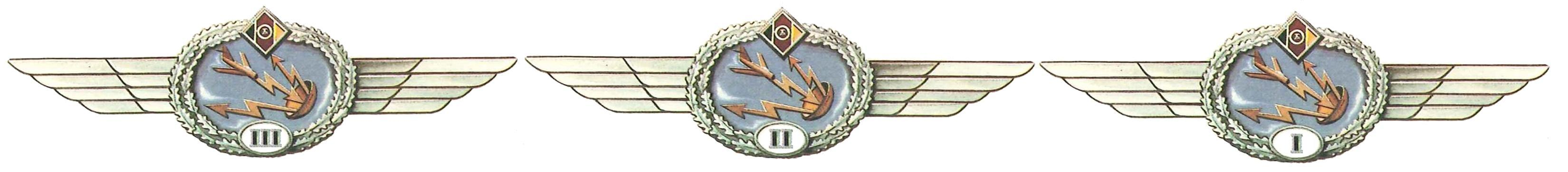

Die Spange in Form eines Flügelpaars zeigt innerhalb des geschlossenen Eichenlaubkranzes rechtsseitig einen Parabolspiegel auf blauen Grund sowie zwei nach außen gerichtete Pfeile. Zwischen diesen beiden Pfeilen ist eine MiG-15 dargestellt, die selbst einen Blitz Richtung Schüssel abgibt. Es sind Versionen dieser Spange bekannt, die statt des hellblauen Grundes auch eine gekörnte silberfarbige zeigen.

### Klassifizierungsspange für Offiziere der Volksmarine
- verliehen vom 1. Juni 1962 bis 30. November 1985

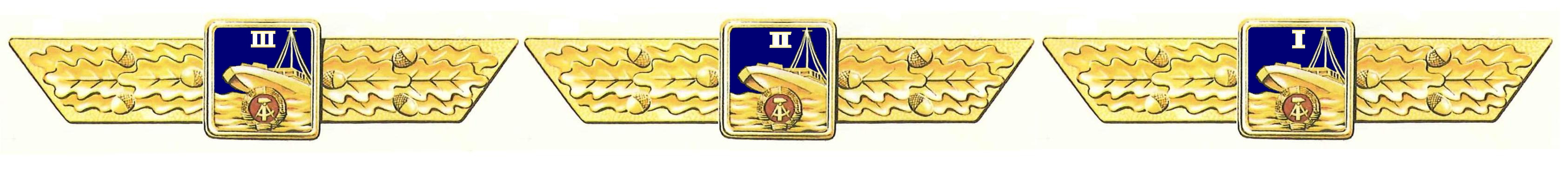

Die Spange mit einer Länge von 91 mm und einer Höhe von 15 mm ist vergoldet und zeigt in ihrer Mitte ein Quadrat mit den Maßen 21 × 21 mm. In diesem Quadrat liegt auf einem ultramarine blauen Grund ein von rechts nach links fahrendes Schiff der Volksmarine. Es sind auch Versionen mit schwarzem Grund bekannt. Unter dem Schiff ist das Wappen der DDR zu sehen. Über dem Schiff die entsprechend verliehene Leistungsstufe. Am 1. Januar 1966 wurde die ihre bisherige Bezeichnung in Klassifizierungsabzeichen für Offiziere der Volksmarine mit ssemännisch-technischer Qualifikation abgeändert und am 24. März 1977 erneut geändert. Sie ab diesem Zeitpunkt Klassifizierungsabzeichen für Offiziere der Volksmarine im Borddienst, Profil Seeoffizier.

### Einheitliche Klassifizierungsspange
- verliehen vom 1. Juni 1962 bis 2. Oktober 1990

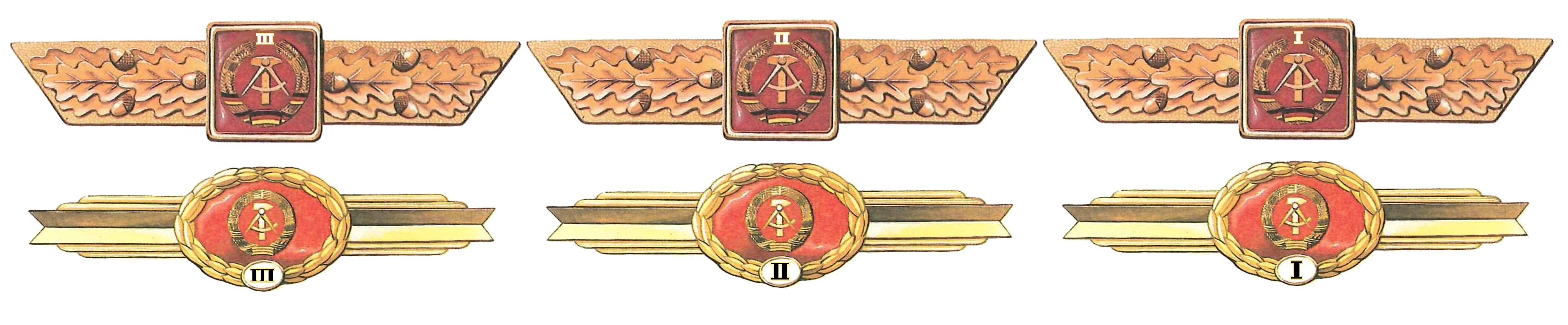

Die einheitliche Klassifizierungsspange, später Allgemeines Klassifizierungsabzeichen  genannt, wurde an alljene Angehörige der NVA verliehen, für die es kein spezielleres Klassifizierungsabzeichen gab. Die Spange der ersten Form, welche am 1. Juni 1962 eingeführt wurde, zeigt eine 93 mm breite goldene Spange mit angedeuteten Flügelarmen, auf denen je Seite sechs Eichenlaubblätter sowie drei Eicheln nach außen gerichtet sind. Die obere dritte Reihe der Eichenlaubblätter liegt dabei auf den unteren beiden und verdeckt diese teilweise. Die beiden Flügelarme vereinen sich mittig in einem roten Quadrat mit den Maßen 21 × 21 mm, in dem das Staatswappen der DDR zu sehen sind. Zwischen den Enden der Lorbeerzweige, die vom Staatswappen ausgehen, ist die verliehene Leistungsstufe zu sehen. Die zweite Version dieser Spange, die ab dem 1. Dezember 1985 verliehen wurde, besteht aus vergoldeten Stahlblech ist 86 mm und 25 mm hoch. Sie zeigt in ihrer Mitte einen vergoldeten Lorbeerkranz an dessen unterer Mitte ein weißes Oval mit der verliehenen Stufe zu sehen ist. Innerhalb des Lorbeerkranzes ist bei dieser Klassifizierungsspange auf hellrotem Grund das Staatswappen der DDR zu sehen.

### Klassifizierungsspange für ingenieurtechnisches Personal der Luftstreitkräfte
- verliehen vom 4. Januar 1968 bis 30. November 1985

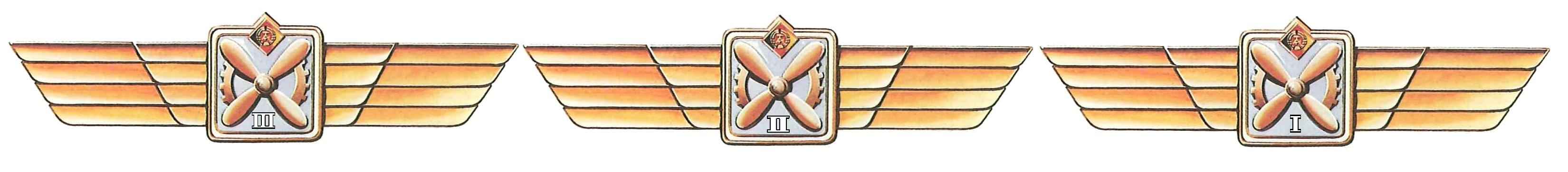

Die Spange in Form einer stilisierten goldenen Schwinge mit einer Länge von 91 mm zeigt in ihrer Mitte ein 21 mm hellblaues Quadrat, auf dessen eine vierblättrige Flügelschraube (Propeller) zu sehen ist, von denen zwei Blätter seitlich mit einem Zahnkranzsegment verbunden sind. Darunter befindet sich die römische Ziffer der verliehenen Stufe und in der oberen Mitte das Hoheitszeichen der Luftstreitkräfte der DDR.

### Klassifizierungsspange für motorisierte Schützen
- verliehen vom 1. Dezember 1985 bis 2. Oktober 1990

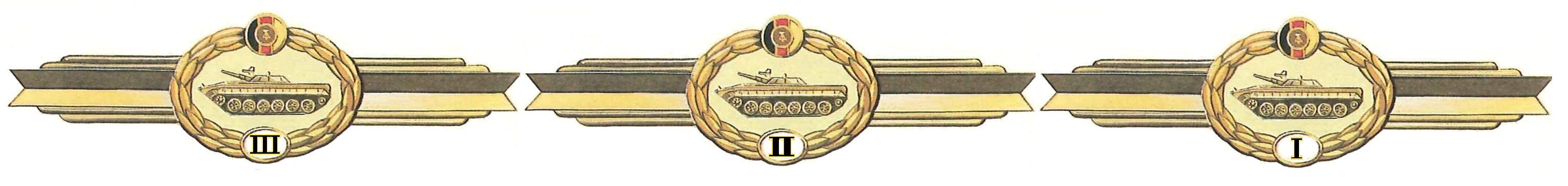

Die aus Stahlblech bestehende vergoldete Spange ist 86 mm und 25 mm hoch. Sie zeigt in ihrer Mitte einen vergoldeten Lorbeerkranz, der an seiner oberen Mitte das farbige Emblem der NVA und in seiner unteren Mitte ein weißes Oval mit der verliehenen Stufe zeigt. Innerhalb des Lorbeerkranzes ist bei dieser Klassifizierungsspange auf goldenem Grund ein von rechts nach links fahrender Schützenpanzerwagen (BMP-1) zu sehen.

### Klassifizierungsspange für Raketentruppen, Fla-Raketentruppen und Truppenluftabwehr
- verliehen vom 1. Dezember 1985 bis 2. Oktober 1990

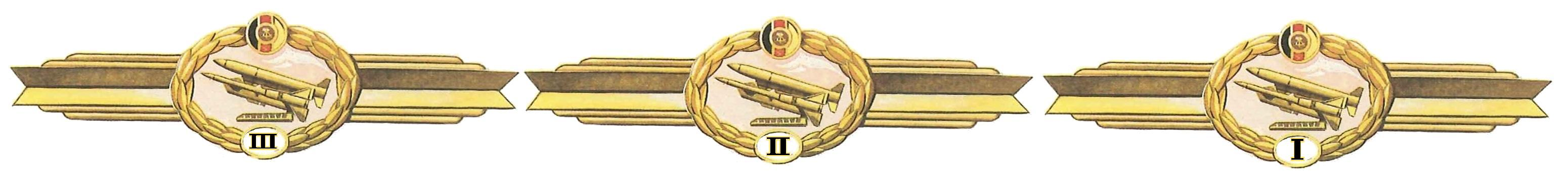

Die aus Stahlblech bestehende vergoldete Spange ist 86 mm und 25 mm hoch. Sie zeigt in ihrer Mitte einen vergoldeten Lorbeerkranz, der an seiner oberen Mitte das farbige Emblem der NVA und in seiner unteren Mitte ein weißes Oval mit der verliehenen Stufe zeigt. Innerhalb des Lorbeerkranzes sind bei dieser Klassifizierungsspange auf weißem Grund zwei Raketen zu sehen.

### Klassifizierungsspange für Nachrichten-, Funkmeß-, Waffenleit und Führungstechnik
sowie Technik des Funkelektronischen Kampfes
- verliehen vom 1. Dezember 1985 bis 2. Oktober 1990

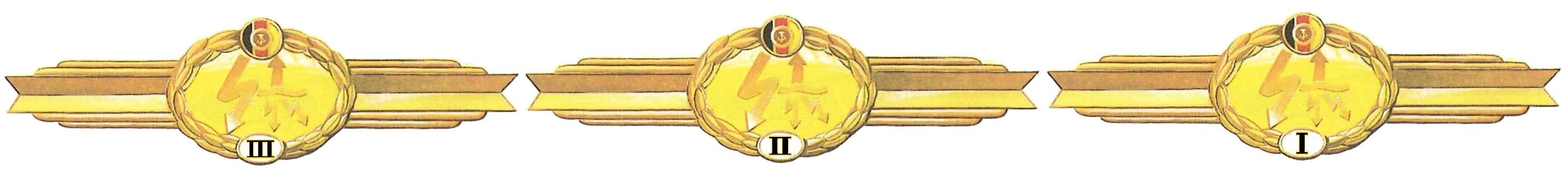

Die aus Stahlblech bestehende vergoldete Spange ist 86 mm und 25 mm hoch. Sie zeigt in ihrer Mitte einen vergoldeten Lorbeerkranz, der an seiner oberen Mitte das farbige Emblem der NVA und in seiner unteren Mitte ein weißes oval mit der verliehenen Stufe zeigt. Innerhalb des Lorbeerkranzes sind bei dieser Klassifizierungsspange auf gelbem Grund drei von oben nach unten gerichtete Blitze zu sehen, von denen die beiden linken von einer Welle durchbrochen werden an die sich ein aufwärtsgerichteter Pfeil anschließt.

### Klassifizierungsspange für Artillerie und Sprengwaffen
- verliehen vom 1. Dezember 1985 bis 2. Oktober 1990

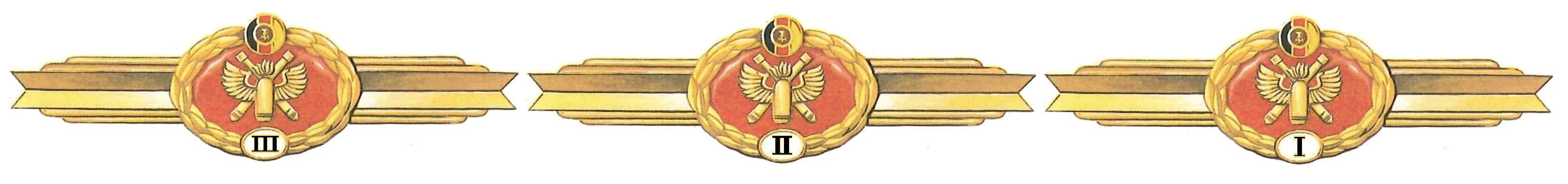

Die aus Stahlblech bestehende vergoldete Spange ist 86 mm und 25 mm hoch. Sie zeigt in ihrer Mitte einen vergoldeten Lorbeerkranz, der an seiner oberen Mitte das farbige Emblem der NVA und in seiner unteren Mitte ein weißes Oval mit der verliehenen Stufe zeigt. Innerhalb des Lorbeerkranzes ist bei dieser Klassifizierungsspange auf ziegelrotem Grund eine aufrechtstehende geflügelte Granate zu sehen, in deren Hintergrund zwei diagonal gekreuzte historische Kanonenrohre abgebildet sind.

### Klassifizierungsspange für Rückwärtige Dienste
- verliehen vom 1. Dezember 1985 bis 2. Oktober 1990

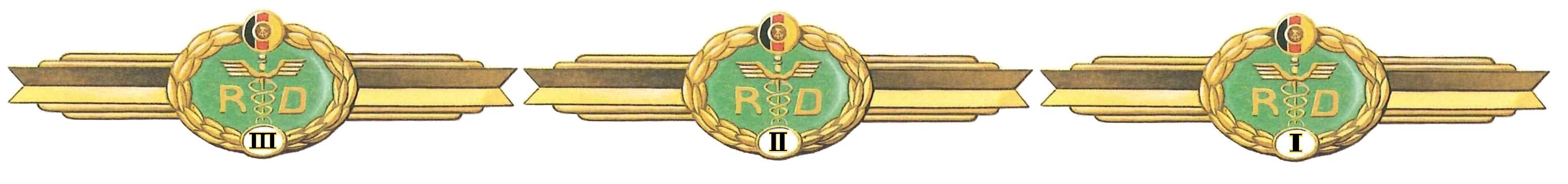

Die aus Stahlblech bestehende vergoldete Spange ist 86 mm und 25 mm hoch. Sie zeigt in ihrer Mitte einen vergoldeten Lorbeerkranz, der an seiner oberen Mitte das farbige Emblem der NVA und in seiner unteren Mitte ein weißes Oval mit der verliehenen Stufe zeigt. Innerhalb des Lorbeerkranzes sind bei dieser Klassifizierungsspange auf grünen Grund ein Hermesstab zu sehen, der links von dem Buchstaben R und rechts von dem Buchstaben D (Rückwärtiger Dienst) flankiert wird.

### Klassifizierungsspange für Raketen- und Waffentechnischen Dienst
- verliehen vom 1. Dezember 1985 bis 2. Oktober 1990

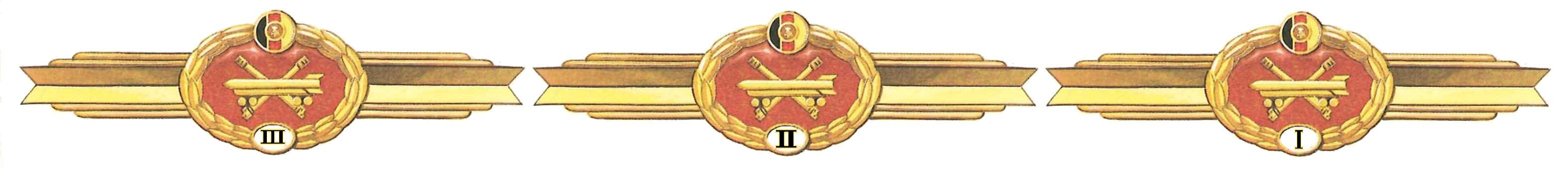

Die aus Stahlblech bestehende vergoldete Spange ist 86 mm und 25 mm hoch. Sie zeigt in ihrer Mitte einen vergoldeten Lorbeerkranz, der an seiner oberen Mitte das farbige Emblem der NVA und in seiner unteren Mitte ein weißes oval mit der verliehenen Stufe zeigt. Innerhalb des Lorbeerkranzes ist bei dieser Klassifizierungsspange auf ziegelroten Grund eine waagerecht liegende Rakete zu sehen, die gen Westen zeigt und hinter der zwei diagonal gekreuzte moderne Geschützrohre zu sehen sind.

### Klassifizierungsspange für Pionierwesen und Chemische Dienste
- verliehen vom 1. Dezember 1985 bis 2. Oktober 1990

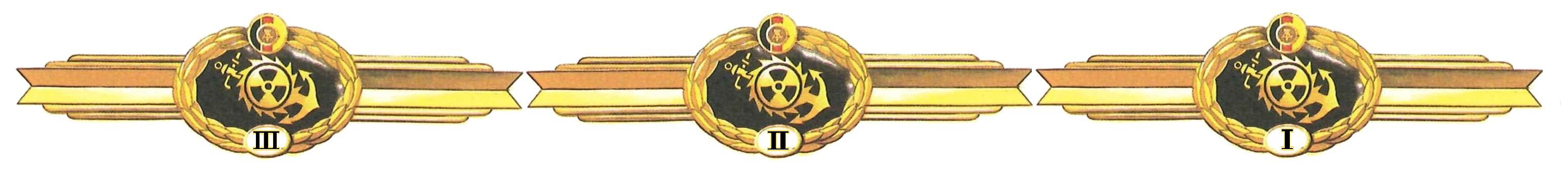

Die aus Stahlblech bestehende vergoldete Spange ist 86 mm und 25 mm hoch. Sie zeigt in ihrer Mitte einen vergoldeten Lorbeerkranz, der an seiner oberen Mitte das farbige Emblem der NVA und in seiner unteren Mitte ein weißes Oval mit der verliehenen Stufe zeigt. Innerhalb des Lorbeerkranzes ist bei dieser Klassifizierungsspange auf schwarzem Grund ein nach rechts schräg liegender Anker abgebildet, auf dem das Symbol des Strahlenschutzes innerhalb eines Zahnrades zu sehen ist.

### Klassifizierungsspange für KfZ-Dienst
- verliehen vom 1. Dezember 1985 bis 2. Oktober 1990

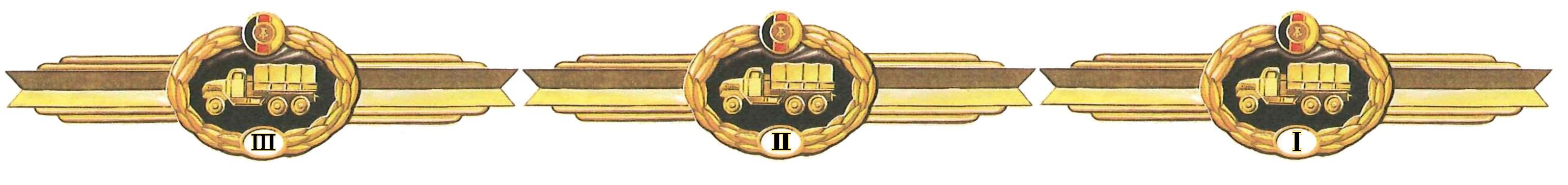

Die aus Stahlblech bestehende vergoldete Spange ist 86 mm und 25 mm hoch. Sie zeigt in ihrer Mitte einen vergoldeten Lorbeerkranz, der an seiner oberen Mitte das farbige Emblem der NVA und in seiner unteren Mitte ein weißes Oval mit der verliehenen Stufe zeigt. Innerhalb des Lorbeerkranzes ist bei dieser Klassifizierungsspange auf schwarzem Grund ein von rechts nach links fahrender Ural zu sehen.

### Klassifizierungsspange für Fliegeringenieurdienst (FID)
- verliehen vom 1. Dezember 1985 bis 2. Oktober 1990

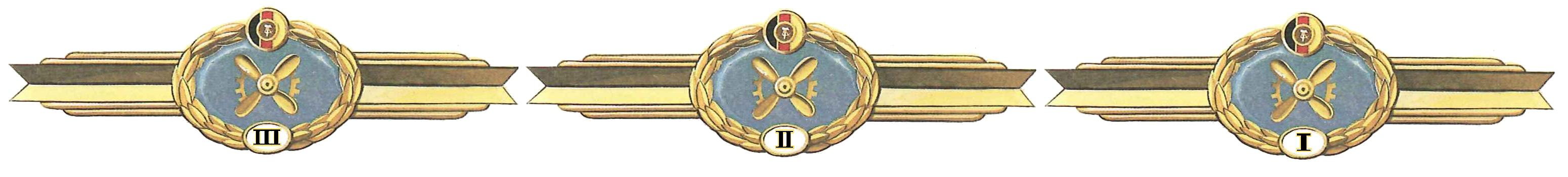

Die aus Stahlblech bestehende vergoldete Spange ist 86 mm und 25 mm hoch. Sie zeigt in ihrer Mitte einen vergoldeten Lorbeerkranz, der an seiner oberen Mitte das farbige Emblem der NVA und in seiner unteren Mitte ein weißes Oval mit der verliehenen Stufe zeigt. Innerhalb des Lorbeerkranzes ist bei dieser Klassifizierungsspange auf hellblauen Grund eine vierblättrige Luftschraube (Propeller) zu sehen, von denen zwei Blätter seitlich mit einem Zahnradsegment verbunden sind.

### Klassifizierungsspange für seemännisches Personal
- verliehen vom 1. Dezember 1985 bis 2. Oktober 1990

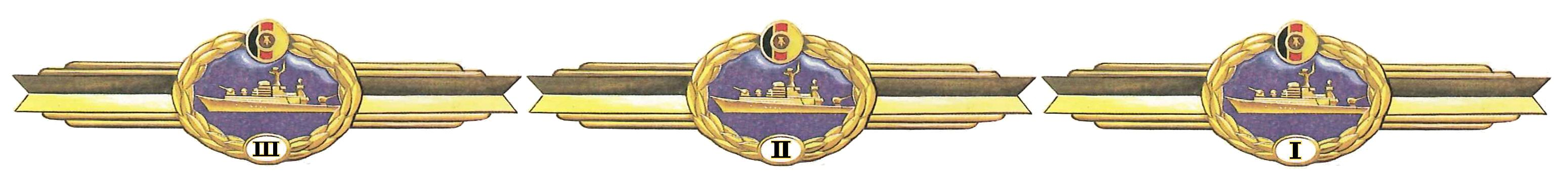

Die aus Stahlblech bestehende vergoldete Spange ist 86 mm und 25 mm hoch. Sie zeigt in ihrer Mitte einen vergoldeten Lorbeerkranz, der an seiner oberen Mitte das farbige Emblem der NVA und in seiner unteren Mitte ein weißes Oval mit der verliehenen Stufe zeigt. Innerhalb des Lorbeerkranzes ist bei dieser Klassifizierungsspange auf dunkelblauem Grund ein von rechts kommendes, nach links fahrendes Kriegsschiff zu sehen.

### Klassifizierungsspange für Schiffsmaschinenpersonal
- verliehen vom 1. Dezember 1985 bis 2. Oktober 1990

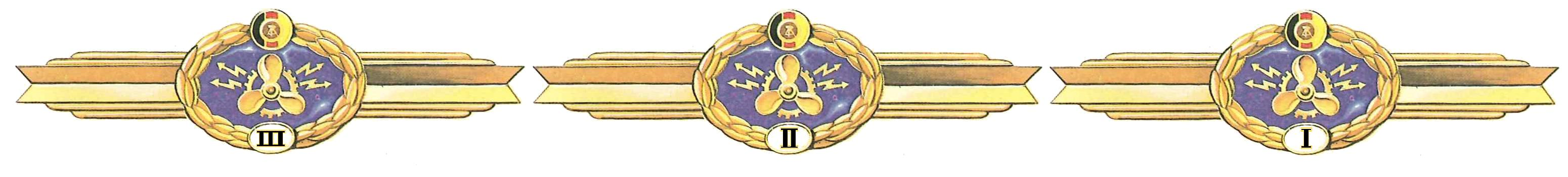

Die aus Stahlblech bestehende vergoldete Spange ist 86 mm und 25 mm hoch. Sie zeigt in ihrer Mitte einen vergoldeten Lorbeerkranz, der an seiner oberen Mitte das farbige Emblem der NVA und in seiner unteren Mitte ein weißes Oval mit der verliehenen Stufe zeigt. Innerhalb des Lorbeerkranzes ist bei dieser Klassifizierungsspange auf dunkelblauen Grund eine dreiblättrige Schiffsschraube zu sehen, dessen Blätter allesamt von einem Zahnradsegment verbunden sind. Dabei gehen von den oberen beiden Enden zwei kleine, nach außen gerichtete Blitze aus.

### Klassifizierungsspange der Grenztruppen der DDR
- verliehen vom 1. Dezember 1985 bis 2. Oktober 1990

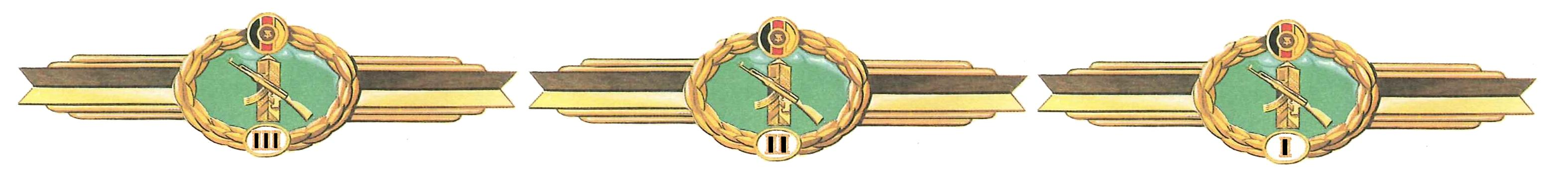

Die aus Stahlblech bestehende vergoldete Spange ist 86 mm und 25 mm hoch. Sie zeigt in ihrer Mitte einen vergoldeten Lorbeerkranz, der an seiner oberen Mitte das farbige Emblem der NVA und in seiner unteren Mitte ein weißes Oval mit der verliehenen Stufe zeigt. Innerhalb des Lorbeerkranzes ist bei dieser Klassifizierungsspange auf hellgrünem Grund ein Grenzpfosten zu sehen, vor dem eine nach links oben gerichtete Maschinenpistole liegt.